# Pycnopsyche sonso
Pycnopsyche sonso är en nattsländeart som först beskrevs av Milne 1935.  Pycnopsyche sonso ingår i släktet Pycnopsyche och familjen husmasknattsländor. Inga underarter finns listade i Catalogue of Life.